# Marie-Gabrielle Capet
Pour les articles homonymes, voir Capet.
Marie-Gabrielle Capet, née le 6 septembre 1761 à Lyon, morte le 1er novembre 1818 à Paris, est une peintre française de l’École néoclassique.

## Biographie

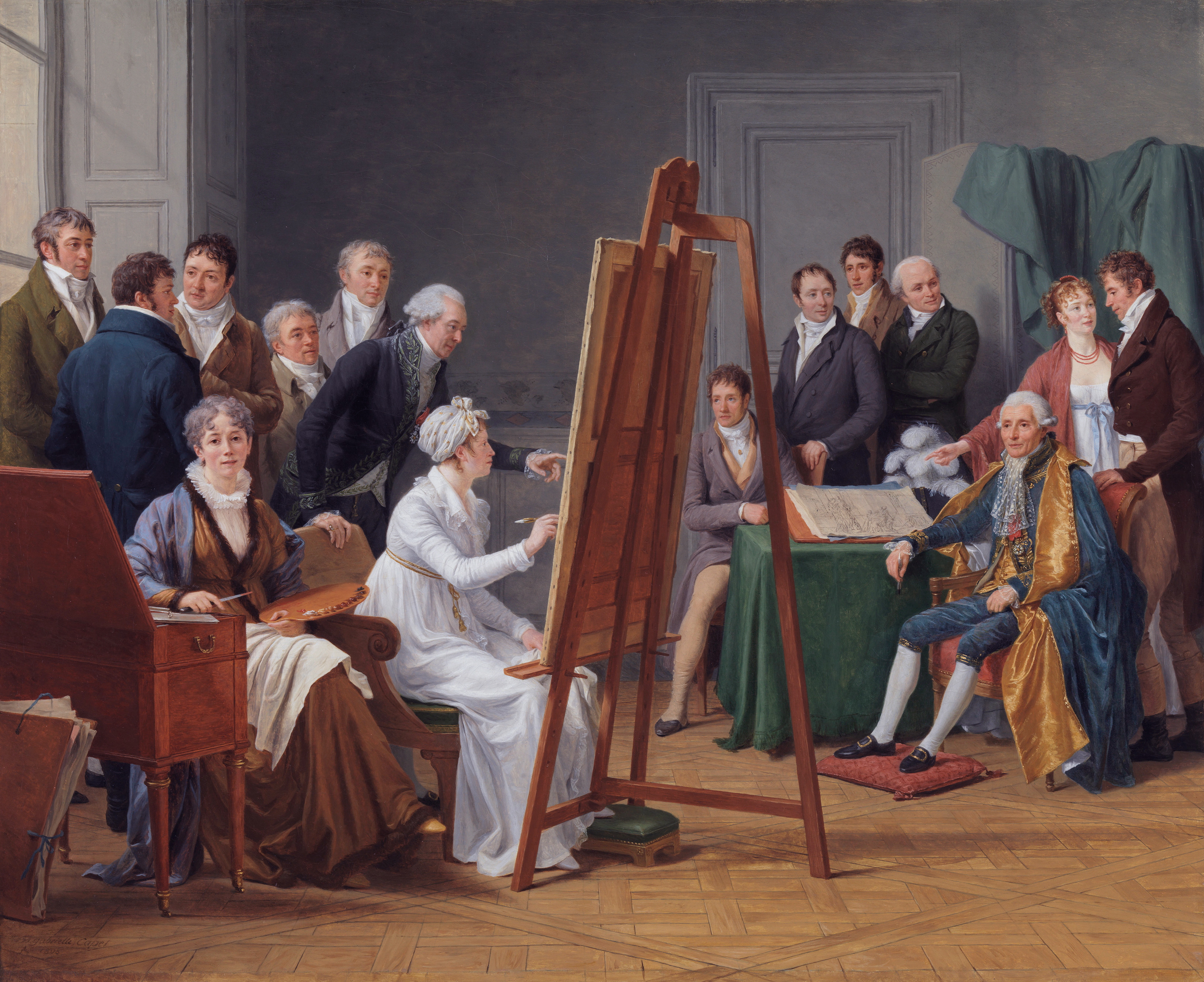
Dans l'atelier de Madame Labille-Guiard-Vincent vers 1800 (1808), Neue Pinakothek.

### Famille
Marie-Gabrielle Capet est la fille de Marie Blanc Benon et d'un domestique, Henry Cappet, mariés en 1759. Il est possible que l'employeur de son père ait aidé Marie-Gabrielle Capet à déménager à Paris.

### Formation
Marie-Gabrielle Capet commence son apprentissage du dessin dans une école publique de Lyon. En 1781, elle monte à Paris, âgée de vingt ans, pour apprendre la peinture sous la direction d'Adélaïde Labille-Guiard. Parmi ses camarades d'études, elle compte, entre autres, Marie-Victoire Davril (en) et Marie-Marguerite Carraux de Rosemond.

### Carrière artistique
Marie-Gabrielle Capet est encore une inconnue lorsque ses premiers dessins (Trois crayons tête d'expression,) et pastels sont exposés au Salon de la Jeunesse en 1781. 
Deux ans plus tard, sa maîtrise de la peinture à l'huile lui permet de présenter ses premiers autoportraits peints à l'huile (1783 et 1784). Ses œuvres sont exposées au Salon de la Jeunesse jusqu'en 1785, année au cours de laquelle elle envoie deux portraits d'officiers au Salon de la Correspondance, avec un tel succès qu'en 1786 l'un de ses pastels y est même accepté. Les critiques encourageantes ainsi que le fait qu'elle soit l'élève de Madame Labille-Guiard sont à l'origine des premières commandes qu'on lui passe.
Elle comptait entre autres clients Madame Longrois, femme de l'intendant de Fontainebleau, le Père Moisset, général de l’Oratoire, ainsi que plusieurs membres de la famille royale parmi lesquels, en 1787, les tantes du roi, Mesdames Adélaïde et Victoire, dont Adélaïde Labille-Guiard avait également fait le portrait.  
À partir de 1791, elle expose ses premières miniatures au Salon de 1791, qui lui assurèrent la célébrité jusqu'à la fin de sa carrière. Plusieurs de ses portraits au pastel, comme celui d'Étienne Elias, de l'avocat Pierre-Nicolas Berryer, de Rémy Clément Gosse, et du dramaturge et membre du Tribunat Marie-Joseph Chénier, étaient des commandes privées. Marie-Gabrielle Capet rencontrait fréquemment d'autres artistes, comme Joseph-Marie Vien, Joseph-Benoît Suvée, Houdon, Étienne Pallière, Charles Meynier ainsi que François-André Vincent et, bien sûr, Adélaïde Labille-Guiard.  
En 1792, Adélaïde Labille-Guiard, par crainte d’être ciblée par la Convention nationale, quitte Paris pendant quelque temps pour Pontault-en-Brie avec François-André Vincent et Marie-Gabrielle Capet. 
Au salon de peinture et de sculpture de 1801, la Commission des artistes lui décerne une mention honorable pour sa miniature de Houdon, ainsi que celle de sa mère. 
L'état de santé d'Adélaïde Labille-Guiard se détériore et Marie-Gabrielle Capet suspend sa carrière artistique pour s'occuper d'elle. Elle reprend et se tourne vers la peinture historique, avec, en 1814, une représentation mythologique d'Hygie, déesse de la santé, qu'elle vendit au docteur Moreau de la Sarthe. 
Sous le Consulat et l'Empire, elle est peintre officielle de portrait.   
Elle peint sa dernière composition à l'huile, Portrait de Madame Demetz, en 1815, puis abandonne la peinture et meurt en 1818 à Paris. 
Elle est inhumée au cimetière du Père-Lachaise à Paris (11e division, chemin Méhul). 

### Relation avec Adélaïde Labille-Guiard
Marie-Gabrielle Capet vécut avec sa professeure et logeuse Adélaïde Labille-Guiard toute sa vie, même après le mariage de celle-ci à François-André Vincent en 1799. 
Lorsqu'elle tombe malade, Marie-Gabrielle Capet prend soin d'elle jusqu'à sa mort en 1803.

## Importance artistique
On recense environ 30 huiles sur toile, 35 pastels and 85 miniatures.
À sa mort, l'œuvre de Marie-Gabrielle Capet tombe dans l'oubli d'autant plus que peu de ses travaux étaient signés et que l'on se souvenait d'elle pour avoir été le modèle d'Adélaïde Labille-Guiard et de François-André Vincent. À ceci s’ajoute le fait que les pastels ne sont plus à la mode et que ses tableaux sont dispersés dans des collections privées, sans oublier un manque d’intérêt pour les peintures de femmes. 
Puisque Marie-Gabrielle Capet vit avec sa maîtresse une bonne part de sa vie, son style en est donc influencé. Elle travaillait également dans l'ombre d'Adélaïde Labille-Guiard et n'a pas eu de vie d'artiste indépendante bien qu'elle put vivre de son art au cours d'une époque qui le permettait peu aux femmes.
Des recherches récentes sur les femmes artistes ont permis de réhabiliter son œuvre qui se distingue de celle de sa maîtresse par des lumières plus intenses et uniformes. Ses pastels de l'ère post-révolutionnaire sont sobres, dans le style de David, voire secs.

## Galerie

Œuvres de Marie-Gabrielle Capet
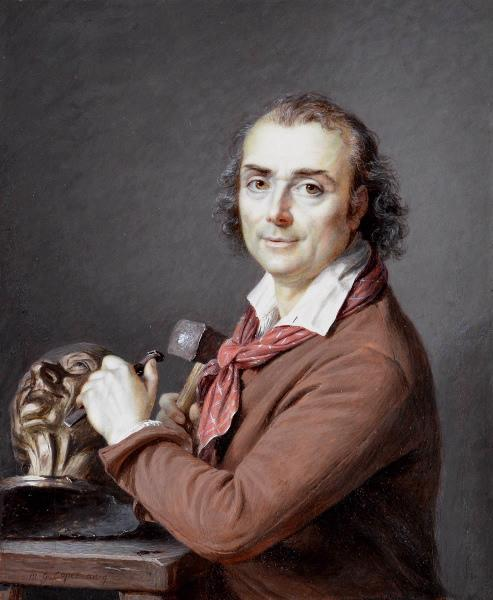
Houdon travaillant au buste de Voltaire (1800), Musée des Beaux-Arts de Caen
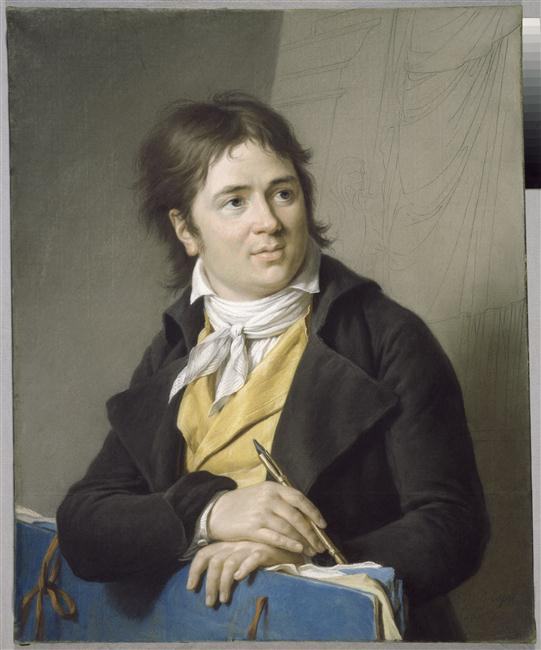
Portrait de Charles Meynier (1799), Beaux-Arts de Paris
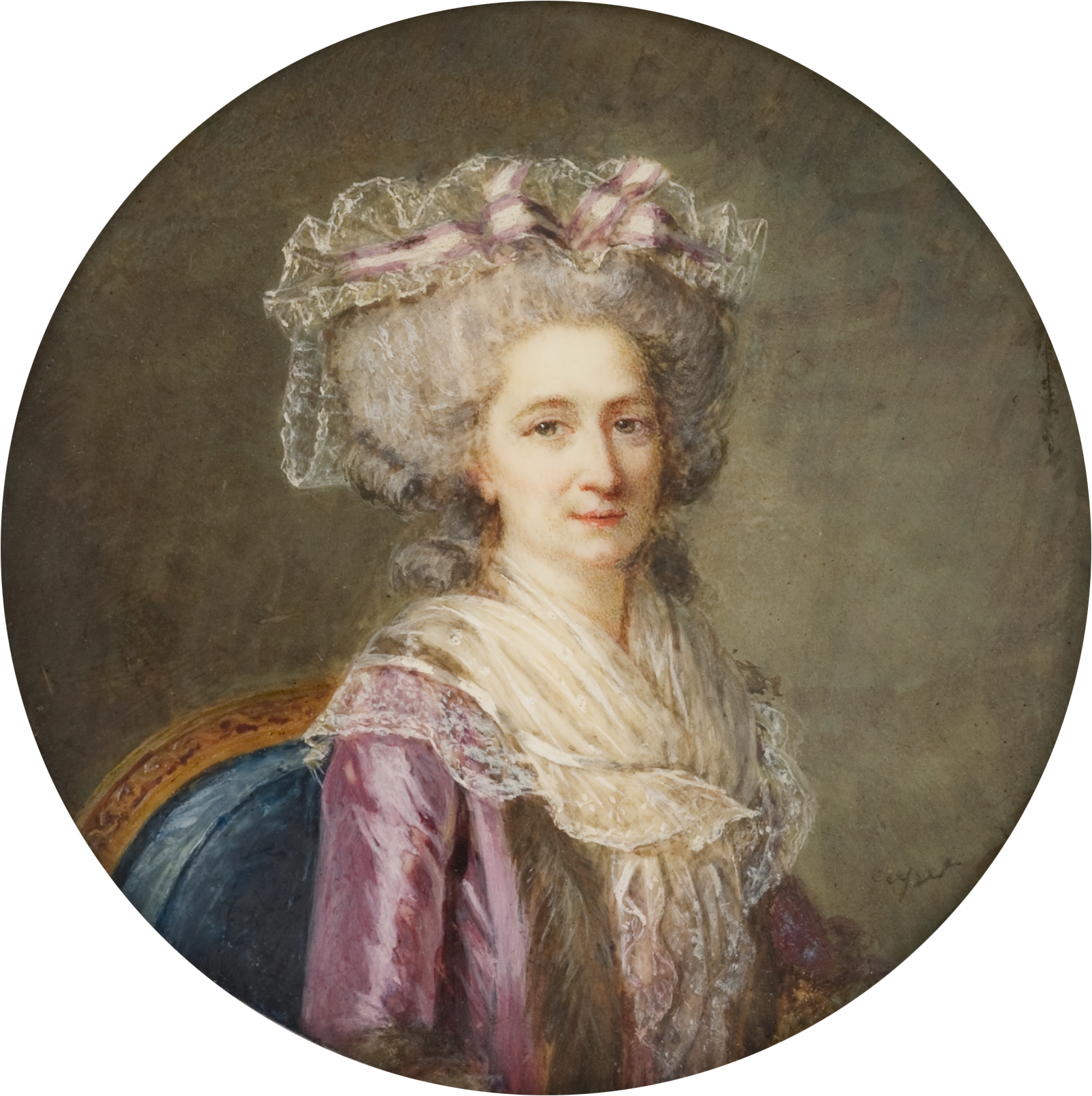
Portrait de Françoise de Châlus, Duchesse de Narbonne (1787), Musée Bomann
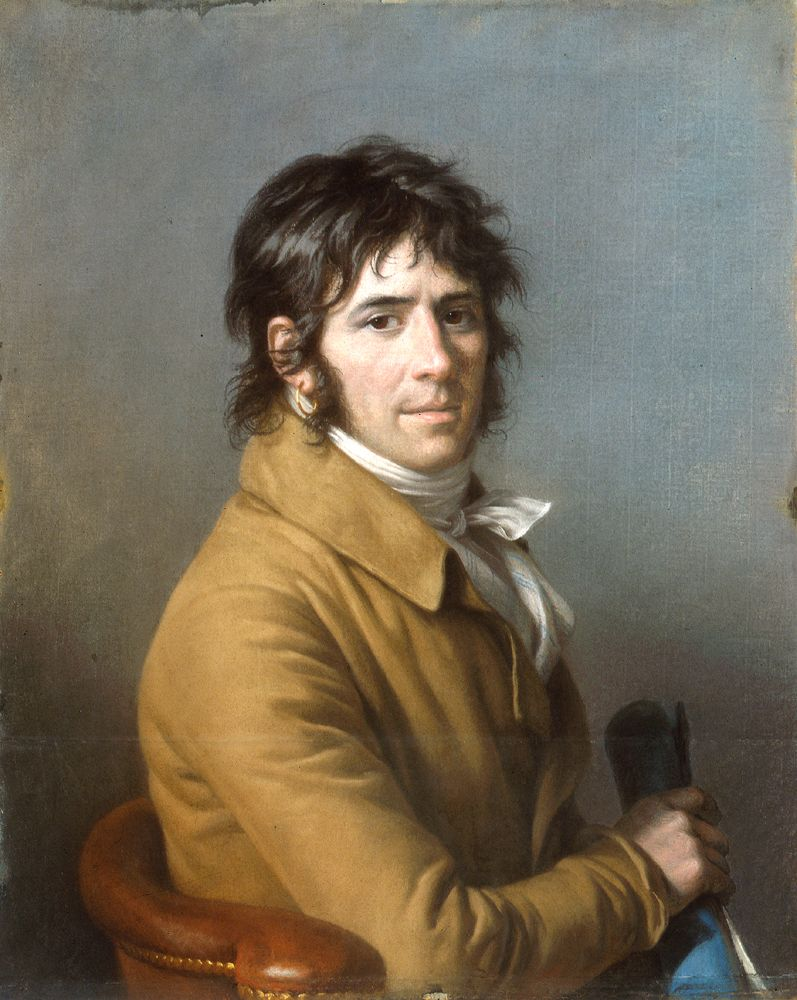
Portrait de Marie-Joseph Chénier, localisation inconnue
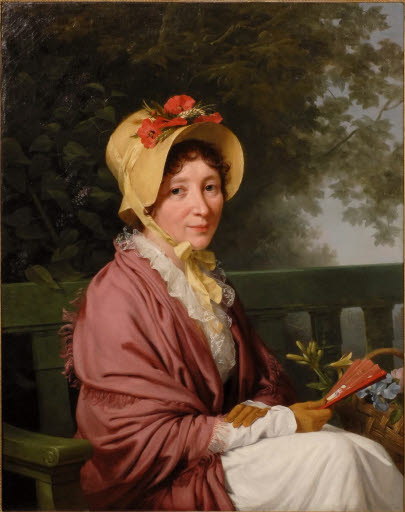
Portrait d'une jeune femme, localisation inconnue
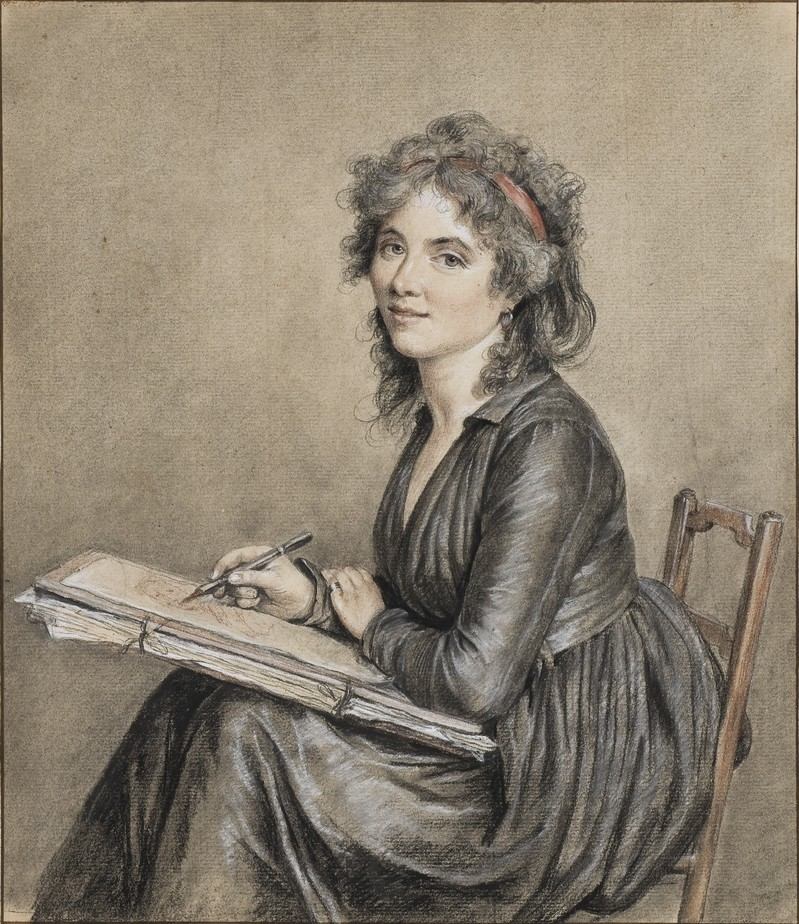
Autoportrait, c.1790
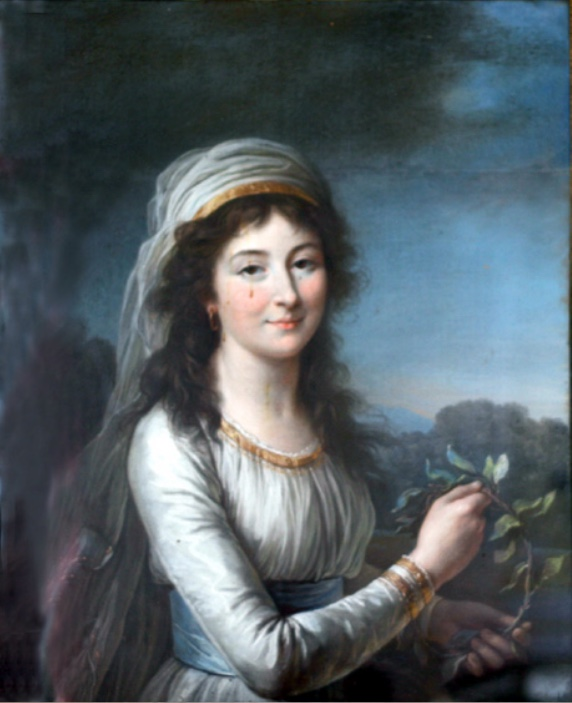
Portrait de Geneviève Journu-Auber, localisation inconnue
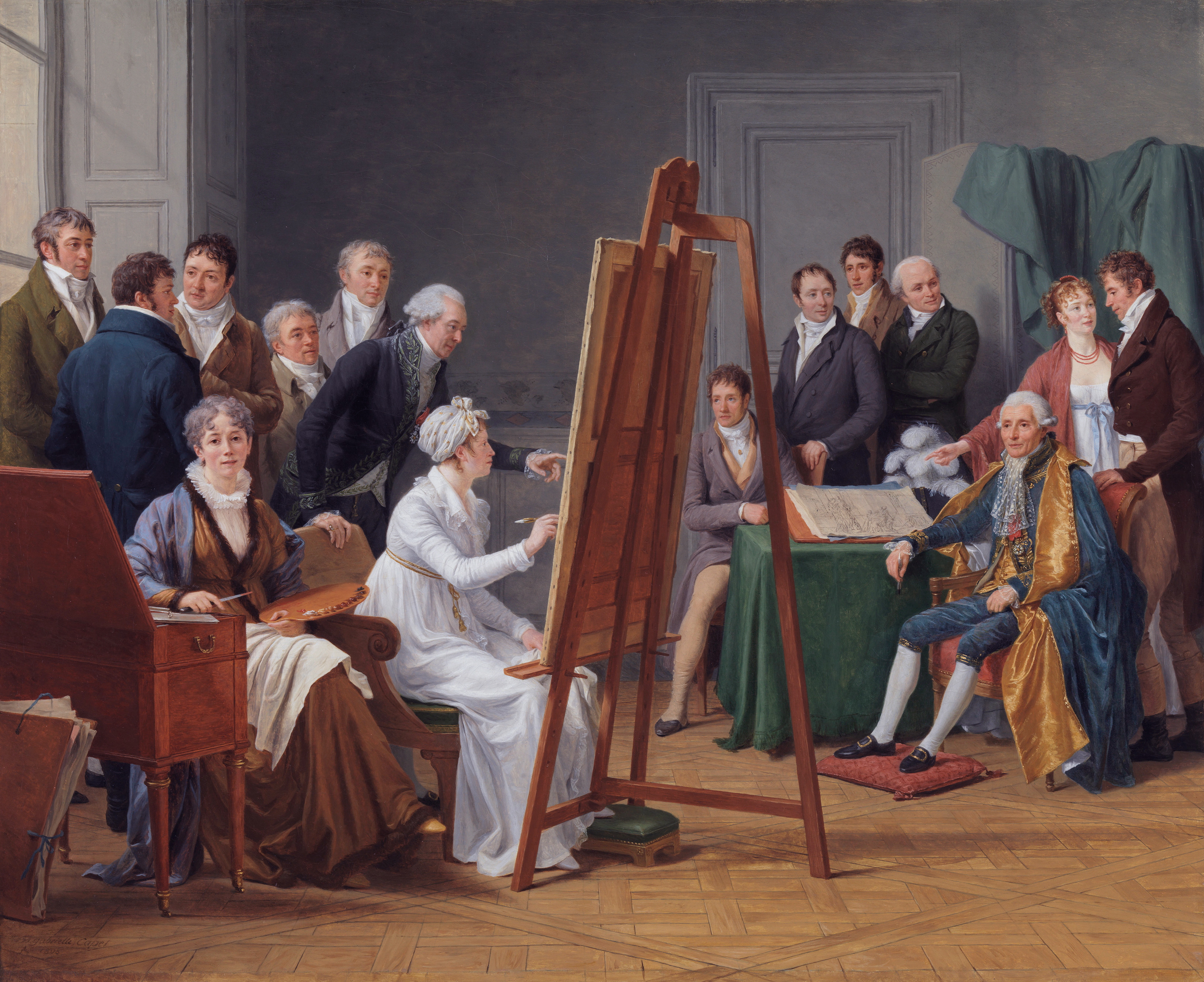
Madame Labille-Guiard exécutant le portrait du peintre Vien, dit aussi L'Atelier de madame Vincent, 1808, Bayerische Staatsgemäldesammlungen